# 宇治徳洲会病院
宇治徳洲会病院（うじとくしゅうかいびょういん）は、京都府宇治市にある病院である。徳洲会の病院としては全国で7番目の病院である。

## 概要
京都府により小児救急と周産期医療の拠点として位置づけられている。
宇治徳洲会病院は建物の老朽化のため、小倉町から2013年中の開設予定で約500m北東の槇島町に移転する計画だった。しかし、移転先の土地利用目的の変更手続きにおいて調整が続いたため、病院は当初の予定よりも遅れて2013年春に着工し、2015年5月に移転した。

## 沿革
- 1979年12月1日 - 開院。
- 1980年7月21日 - 透析センターを開設。
- 2000年9月4日 - 新館（南館）を増築し、母子センターを開設。
- 2002年10月4日 - 心臓センターを開設。
- 2005年12月1日 - 北館を増築。
- 2012年3月30日 - 救命救急センター指定
- 2015年4月1日 - 京都府災害拠点病院指定
- 2015年5月31日 - 新病棟にて診療開始。
- 2024年4月1日 - 高度救命救急センター指定

## 診療科
- 内科
- 消化器科
- 循環器内科・呼吸器外科
- 小児科
- 整形外科
- 形成外科
- 心臓血管外科
- 脳神経外科
- 小児外科
- 泌尿器科
- 産婦人科
- 神経内科
- 皮膚科
- 眼科
- 耳鼻咽喉科
- 歯科口腔外科
- 肛門内科
- リハビリテーション科
- 放射線科
- 麻酔科
- 救急総合診療科

## 院内店舗
コンビニ
- ローソン

コーヒーショップ
- ターリーズコーヒー 宇治徳洲会病院店

ATM（銀行）
- ローソン銀行ATM 宇治徳洲会病院共同出張所
- 京都信用金庫 宇治徳洲会病院出張所

## 交通アクセス
鉄道
近鉄京都線小倉駅から徒歩約20分。
路線バス
近鉄京都線小倉駅または向島駅から京都京阪バス10号・10A号・10B系統「徳洲会病院」下車すぐ。向島駅からは1時間おきの運行となっているが、小倉駅からは午前数本のみの運行で、当院送迎バスの利用がメインとなる。
当院送迎バス
近鉄京都線小倉駅・大久保駅・JR奈良線JR小倉駅・宇治駅・黄檗駅・京阪宇治線宇治駅・桃山南口駅・中書島駅のほか、市中南部や久御山団地、宇治田原町、六地蔵総合病院からも運行されており、大久保駅発着の便はJR小倉駅経由と城南荘経由の2経路が設定されている（時刻表は当院サイトに掲載）。基本的に平日の運行であるが、黄檗方面は月・水・金のみの運行となっている。また、近鉄小倉駅からの便に限り土曜日も運行される。
近鉄京都線小倉駅から当院送迎バス約10分。
高速道路
京滋バイパス宇治西インターチェンジすぐ